# Million Dollar Mystery
Pour plus de détails, voir Fiche technique et Distribution.
Million Dollar Mystery est un film américain réalisé par Richard Fleischer, sorti en 1987, et dont c'est le dernier long métrage.

## Synopsis
Sidney Preston, employé aigri du Gouvernement américain, est chargé par son supérieur de récupérer 4 millions de dollars qui ont mystérieusement disparus. S'étant arrêté dans un dinner, il est victime d'une crise cardiaque, mais juste avant de mourir, il révèle aux personnes venues le secourir quelques indices devant mener au pactole...

## Fiche technique
- Titre : Million Dollar Mystery
- Réalisation : Richard Fleischer
- Scénario : Rudy De Luca, Miguel Tejada-Flores	et Tim Metcalfe
- Photographie : Jack Cardiff
- Musique : Al Gorgoni
- Producteur : Dino De Laurentiis
- Pays de production :  États-Unis
- Format : Couleurs - 2,35:1 - Stéréo
- Genre : comédie
- Durée : 95 minutes
- Date de sortie : 
  - États-Unis : 12 juin 1987

## Distribution
- Jamie Alcroft : Bob
- Royce D. Applegate : Tugger
- Penny Baker : Charity
- Eddie Deezen : Rollie
- H.B. Haggerty : Awful Abdul
- Rich Hall : Slaughter Buzzárd
- Kevin Pollak : Officer Quinn
- Tom Bosley : Sidney Preston
- Dar Robinson : cascadeur, qui a trouvé la mort lors du tournage

## Autour du film
Le budget du film est de 10 millions de dollars, accompagné par une opération de lancement assez importante : accueilli par une critique indifférente, il récolte 989 033 dollars de recette. Ce film devait en principe aider à renflouer la maison de production de Dino de Laurentiis, ce fut donc le contraire qui arriva.